# Reri Grist
Reri Grist, née le 29 février 1932 à New York, est une soprano afro-américaine. Elle compte parmi les premières chanteuses noires à jouir d'une carrière à l'opéra sur la scène internationale.

## Biographie
Reri Grist étudie le chant dans sa ville natale avec Claire Gelda. Elle commence sa carrière à Broadway, chantant des comédies musicales, notamment Cindy Lou dans Carmen Jones de Oscar Hammerstein II en 1956, et surtout Consuela, lors de la création de West Side Story de Leonard Bernstein en 1957, introduisant le public newyorkais à la chanson désormais célèbre Somewhere.
Sa première apparition dans le répertoire classique fut lorsqu'elle 
chanta la partie de soprano dans la quatrième symphonie de Gustav Mahler, lors d'un récital dirigé par Bernstein.
Ses débuts officiels à l'opéra ont lieu à Santa Fe en 1959, dans le rôle d'Adèle dans La Chauve-Souris, suivie de Blonde dans L'Enlèvement au Sérail. Peu après, elle se rend en Europe, où elle débute à Cologne en 1960, en Reine de la Nuit dans La Flûte enchantée. Elle est alors engagée par l'Opéra de Zurich, où elle est admirée en Sophie dans Der Rosenkavalier et Zerbinetta dans Ariadne auf Naxos, qui devient l'un de ses rôles fétiches.
Ses succès lui ouvrent alors les portes du Royal Opera House de Londres et du Festival de Glyndebourne en 1962, l'Opéra de Vienne en 1963, le Festival de Salzbourg en 1965, où elle brille dans les rôles de soubrettes de Mozart, Susanna dans Le nozze di Figaro, Zerlina dans Don Giovanni, et Despina dans Cosi fan tutte.
Elle revient en Amérique, et débute au San Francisco Opera en 1963, et au Metropolitan Opera de New York en 1966, dans le rôle de Rosina dans Il Barbiere di Siviglia, également à son répertoire; L'elisir d'amore, Don Pasquale, Lucia di Lammermoor, Rigoletto, Oscar dans Un ballo in maschera, Nanetta dans Falstaff, Olympia dans Les contes d'Hoffmann, etc.
Parallèlement, elle enseigne dans différentes institutions en Europe et en Amérique, et donne des classes de maitre, tout en continuant à se produire jusqu'à son retrait de la scène en 1991.
Reri Grist possédait une voix juvénile et très agile dans la colorature, et était une interprète pleine d'entrain.

## Sources
- David Hamilton, The Metropolitan Opera Encyclopedia, Simon & Schuster, 1987  (ISBN 0-671-61732-X)